# Vorwärts
Ne doit pas être confondu avec le journal néerlandais Voorwaarts.
Vorwärts (En avant) est un journal social-démocrate. Il est fondé une première fois à Leipzig en 1876 comme organe du Parti social-démocrate des travailleurs d'Allemagne (Sozialdemokratische Arbeiterpartei Deutschlands, SAPD).

## Histoire
Le titre du journal fait référence à un article du pilote : « Vous, les travailleurs, vous vous mouvez à travers le désert douloureux de la vie, enveloppés de la poussière brûlante de ce dont vous êtes privés… À vous, nous adressons avec force ce cri : En avant ! (Vorwärts!) » C'est dans ce journal que Friderich Engels a publié les articles qui deviendront connus sous le nom d'Anti-Dühring. Son édition est suspendue le 26 octobre 1878 en raison de la loi anti-socialistes (adoptée le 19 octobre 1878). Kurt Tucholsky y contribue aussi régulièrement.
En 1891, à l'abrogation de la loi sur les socialistes, le Vorwärts est refondé comme organe central du Parti social-démocrate d'Allemagne (SPD), nouveau nom du SAPD. Il est publié quotidiennement de 1891 à 1933. Wilhelm Liebknecht en fut le rédacteur en chef jusqu'à sa mort en 1900. Kurt Eisner lui a succédé jusque 1905. Vers 1910, Rudolf Hilferding en prend la rédaction en chef. 
Pendant la Première Guerre mondiale, Vorwärts a soutenu la position pacifiste des députés sociaux-démocrates s'opposant à la politique de la guerre, soutenue par le Parti, ce qui n'est pas extraordinaire à cette époque (les journaux de Leipzig et de Stuttgart optent pour une position pacifiste, en phase avec les analyses impérialistes de la guerre et soutenue par certaines des instances nationales de contrôle de la presse du Parti). La direction du Parti tente de prendre le contrôle du journal, par l'entremise de F. Stampfer où il est chargé de surveiller la publication. Le départ de Rudolf Hilferding en 1915 (en raison de son enrôlement dans l'armée austro-hongroise) permet à Stampfer de prendre la rédaction en chef du journal qui, dès lors, rentre dans la ligne. Il ne quitte la rédaction en chef qu'en 1933 avec l'arrivée au pouvoir du NSDAP.
Le journal soutient en 1919 une ligne parlementaire, et des articles hostiles aux spartakistes sont publiés durant la Révolution allemande. Les spartakistes ont d'ailleurs occupé les locaux du quotidien.
Sous le régime nazi, le SPD est interdit. En conséquence, Vorwärts arrête de paraître en 1933.
En 1948, le journal est refondé sous le nom de Neuer Vorwärts (« Neuer » signifiant « nouveau ») qui est le nom pris par le journal en exil, et en 1955, il est à nouveau baptisé Vorwärts, avec comme sous-titre « das Monatsblatt für soziale Demokratie » (« le mensuel de la social-démocratie »). En 1989, en raison de la forte érosion de la diffusion du journal, Vorwärts fusionne avec un autre titre de la presse sociale-démocrate et devient Vorwärts: Sozialdemokratisches Magazin. Dans les années 1990, plusieurs modifications de formules sont opérées. 
Aujourd'hui, la diffusion mensuelle de Vorwärts est d'environ 515 000 exemplaires.

## Source
- (en) Cet article est partiellement ou en totalité issu de l’article de Wikipédia en anglais intitulé « Vorwärts » (voir la liste des auteurs).

- (de) Cet article est partiellement ou en totalité issu de l’article de Wikipédia en allemand intitulé « Vorwärts » (voir la liste des auteurs).